# Ilja Iljič Mečnikov
Ilja Iljič Mečnikov (rusko Илья́ Ильи́ч Ме́чников, znan tudi kot Elie Metchnikoff), rusko-francoski bakteriolog, * 15. maj (3. maj ruski koledar), 1845, Ivankovka, Harkovska gubernija, Ruski imperij (sedaj Ukrajina), † 15. julij, 1916, Pariz, Francija.

## Mladost
Mečnikov je bil sin častnika carske garde in je imel najboljšo vzgojo, ki jo je lahko dala carska Rusija. Ko je končal študij na Univerzi v Harkovu, je odpotoval v Nemčijo, da bi nadaljeval študij. Eden izmed njegovih učiteljev v Nemčiji je bil tudi nemški zoolog Karl Theodor Ernst von Siebold.
Leta 1867 se je vrnil v Rusijo in dobil akademski položaj na novi Univerzi v Odesi. Slabovidnost, neukročen temperament in težke delovne razmere v carski Rusiji so mu grenile življenje. Po smrti žene leta 1873 se je poskušal zatrupiti, vendar je strup zaradi enkratne prevelike količine izbruhal.

## Mečnikovo raziskovanje belih krvničk
Leta 1882 se je odločil, da se bo posvetil raziskovanju: svoje delovno mesto na Univerzi v Odesi je zapustil in ustanovil zasebni laboratorij z namenom raziskovanja na področju primerjalne embriologije. Zanimala ga je tudi prebava in ko je delal s preprostimi živalmi, natančneje z morskimi zvezdami, je opazil, da vsebujejo na pol samostojne celice, ki sicer nimajo neposredne vloge pri prebavi, so pa sposobne použiti majhne delčke. Kakršnakoli poškodba teh živalic je takoj privabila omenjene celice na kraj dogajanja.
Mečnikov je prenesel svoja opazovanja na bolj zapletene živali in dokazal, da prej omenjenim celicam v živalski krvi (vključno človeški) ustrezajo bele krvničke. Njihova funkcija je požiranje bakterij. Zberejo se na kraju okužbe in to, kar se dogaja potem, je bitka med bakterijami in celicami, ki jih je Mečnikov imenoval fagociti (celice požiralke). Ko fagociti propadejo, iz njih nastane gnoj. Mečnikov je menil, da imajo bela krvna telesca pomembno vlogo pri odpornosti organizma proti okužbi in bolezni. Ko so Rudolfu Virchowu, nemškemu patologu pokazali fagocite, nanj niso naredili nobenega vtisa: Mečnikovu pa to ni vzelo poguma in je raziskoval naprej.

## Pasteurjevo povabilo in Nobelova nagrada
Leta 1888 je na Mečnikovo delo postal pozoren Louis Pasteur, francoski kemik in mikrobiolog, zato ga je povabil na svoj inštitut. Ta je povabilo sprejel in ostal v Franciji do smrti. Po Pasteurjevi smrti leta 1895 je Mečnikov postal direktor Pasteurjevega inštituta. Mečnikov je potem raziskoval bakterije, ki živijo v debelem črevesu in prevzela ga je misel, da nemara vplivajo na dolžino življenja. Trdil je, da je naravna življenjska doba človeka 150 let, in verjel, da bi jo lahko dosegli s pitjem mlečnih kultur, npr. jogurta. Kraljeva družba iz Londona mu je leta 1906 za njegovo delo na področju zoologije in patologije podelila svojo Copleyjevo medaljo. 
Leta 1908 je skupaj s Paulom Ehrlichom, nemškim bakteriologom, dobil Nobelovo nagrado za fiziologijo ali medicino. Prineslo mu jo je preučevanje belih krvničk. Njegovo raziskovanje, kako doseči daljšo življenjsko dobo, pa je prišlo prav le sleparjem na področju dietike in prehrane.
Umrl je v starosti 71 let, potem ko je izdal tri knjige, in sicer:  
- Imunost med infekcijskimi boleznimi (ang. Immunity in Infectious Diseases),
- Narava človeka (ang. The Nature of Man, fr. Études sur la nature humaine) in
- Podaljšanje življenja: optimistične študije (ang. The Prolongation of Life: Optimistic Studies).